# Copa del Generalísimo de fútbol 1956
La Copa del Generalísimo de Fútbol de 1956 fue la edición número 52 del Campeonato de España. La conquistó el Club Atlético de Bilbao, lo que supuso su decimonoveno título copero. Se disputó desde el 6 de mayo de 1956 hasta el 24 de junio del mismo año. Los participantes fueron catorce equipos de Primera División y los dos campeones de Segunda.
El Real Murcia C. F. y el C. D. Alavés, que ocuparon los puestos 13.º y 14.º —respectivamente— al finalizar el campeonato de Liga de Primera División, cedieron sus plazas en el torneo de Copa a los dos últimos clasificados, la Cultural y Deportiva Leonesa —15.º— y el Hércules C. F. —16.º—, puesto que aquellos debían disputar una liguilla de promoción para el Campeonato Nacional en las mismas fechas en que se celebraba la primera ronda de la Copa.

## Octavos de final
Se disputó en eliminatoria a doble partido: los encuentros de ida se jugaron el 6 de mayo y los de vuelta el 13 de mayo.
| Equipo local                 | Resultado global | Equipo visitante             | Ida | Vuelta |
| ---------------------------- | ---------------- | ---------------------------- | --- | ------ |
| R. C. Deportivo de La Coruña | 3-6              | C. A. Osasuna                | 1-2 | 2-4    |
| Club Atlético de Bilbao      | 6-2              | Cultural y Deportiva Leonesa | 3-0 | 3-2    |
| Real Valladolid Deportivo    | 7-2              | R. C. Celta de Vigo          | 6-0 | 1-2    |
| Real Madrid C. F.            | 7-1              | Real Sociedad de Fútbol      | 5-0 | 2-1    |
| Hércules C. F.               | 2-3              | C. F. Barcelona              | 1-2 | 1-1    |
| R. C. D. Español             | 3-2              | Sevilla C. F.                | 3-2 | 0-0    |
| Real Jaén C. F.              | 2-1              | Valencia C. F.               | 1-0 | 1-1    |
| U. D. Las Palmas             | 1-10             | Club Atlético de Madrid      | 1-4 | 0-6    |

## Cuartos de final
Los cuartos de final se disputaron a doble partido: los partidos de ida tuvieron lugar el 20 de mayo y los de vuelta el día 27 de mayo. 
| Equipo local            | Resultado global | Equipo visitante          | Ida | Vuelta |
| ----------------------- | ---------------- | ------------------------- | --- | ------ |
| Club Atlético de Bilbao | 6-3              | C. A. Osasuna             | 4-1 | 2-2    |
| R. C. D. Español        | 7-5              | C. F. Barcelona           | 3-1 | 4-4    |
| Real Jaén C. F.         | 2-7              | Club Atlético de Madrid   | 2-2 | 0-5    |
| Real Madrid C. F.       | 8-3              | Real Valladolid Deportivo | 4-1 | 4-2    |

## Semifinales
Se disputaron los partidos de ida el 10 de junio y los de vuelta el 17 de junio. 
| Equipo local      | Resultado global | Equipo visitante        | Ida | Vuelta | Desempate |
| ----------------- | ---------------- | ----------------------- | --- | ------ | --------- |
| Real Madrid C. F. | 4-5              | Club Atlético de Bilbao | 2-2 | 2-3    |           |
| R. C. D. Español  | 2-2              | Club Atlético de Madrid | 1-2 | 1-0    | 0-3       |

## Final
|            | POR        | Carmelo Cedrún       |  |  |
|            | DEF        | José María Orúe      |  |  |
|            | DEF        | Jesús Garay          |  |  |
|            | DEF        | Canito               |  |  |
|            | MED        | Mauri Ugartemendia   |  |  |
|            | MED        | José María Maguregui |  |  |
|            | DEL        | José Luis Artetxe    |  |  |
|            | DEL        | Félix Marcaida       |  |  |
|            | DEL        | Eneko Arieta         |  |  |
|            | DEL        | Ignacio Uribe        |  |  |
|            | DEL        | Piru Gaínza          |  |  |
| Entrenador | Entrenador | Ferdinand Daučík     |  |  |

|            | POR        | Manuel Pazos      |  |
|            | DEF        | Cheché Martín     |  |
|            | DEF        | Heriberto Herrera |  |
|            | DEF        | Verde             |  |
|            | MED        | José Hernández    |  |
|            | MED        | Ramón Cobo        |  |
|            | DEL        | Miguel González   |  |
|            | DEL        | Francisco Molina  |  |
|            | DEL        | Joaquín Peiró     |  |
|            | DEL        | Agustín Sánchez   |  |
|            | DEL        | Collar II         |  |
| Entrenador | Entrenador | Antonio Barrios   |  |

|  | 37' | Artetxe   | 1-1 |
|  | 70' | Maguregui | 2-1 |

|  | 26' | Molina | 0-1 |

|  | 89' | Collar II |

| Árbitro: | Julián Arqué |

|            | POR        | Carmelo Cedrún       |  |  |
|            | DEF        | José María Orúe      |  |  |
|            | DEF        | Jesús Garay          |  |  |
|            | DEF        | Canito               |  |  |
|            | MED        | Mauri Ugartemendia   |  |  |
|            | MED        | José María Maguregui |  |  |
|            | DEL        | José Luis Artetxe    |  |  |
|            | DEL        | Félix Marcaida       |  |  |
|            | DEL        | Eneko Arieta         |  |  |
|            | DEL        | Ignacio Uribe        |  |  |
|            | DEL        | Piru Gaínza          |  |  |
| Entrenador | Entrenador | Ferdinand Daučík     |  |  |

|            | POR        | Manuel Pazos      |  |
|            | DEF        | Cheché Martín     |  |
|            | DEF        | Heriberto Herrera |  |
|            | DEF        | Verde             |  |
|            | MED        | José Hernández    |  |
|            | MED        | Ramón Cobo        |  |
|            | DEL        | Miguel González   |  |
|            | DEL        | Francisco Molina  |  |
|            | DEL        | Joaquín Peiró     |  |
|            | DEL        | Agustín Sánchez   |  |
|            | DEL        | Collar II         |  |
| Entrenador | Entrenador | Antonio Barrios   |  |

|  | 37' | Artetxe   | 1-1 |
|  | 70' | Maguregui | 2-1 |

|  | 26' | Molina | 0-1 |

|  | 89' | Collar II |

| Árbitro: | Julián Arqué |

|                                 |
| Campeón CLUB ATLÉTICO DE BILBAO |
| 19.º título                     |